# Musée d'Art Idemitsu

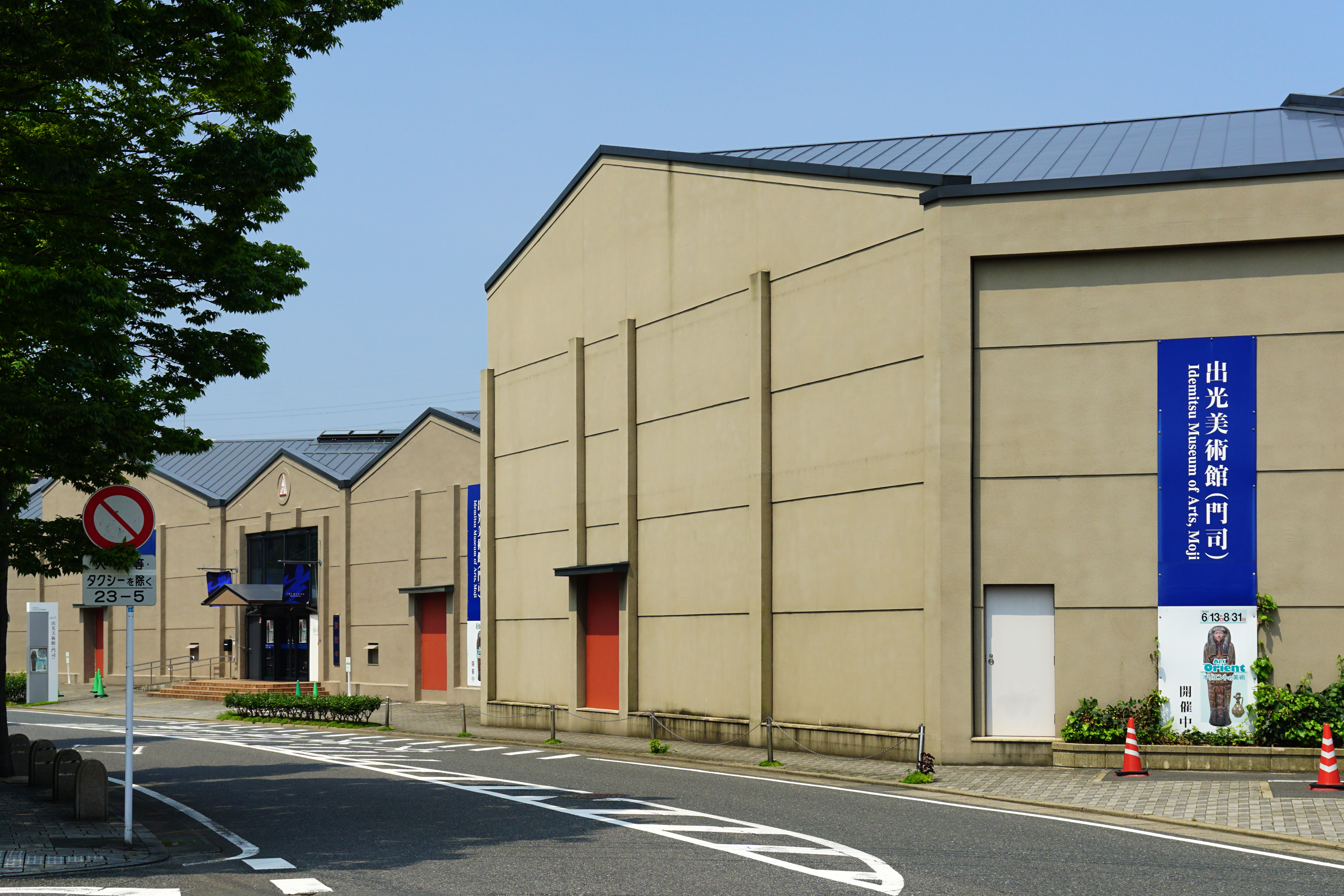
Musée d'art Idemitsu à Moji

Le musée d'art Idemitsu (出光美術館, Idemitsu bijutsukan) fondé en 1966 se trouve dans le quartier Marunouchi de Chiyoda, à Tokyo (東京都千代田区丸の内). Depuis 2000, il existe un second musée d'art Idemitsu à Moji-ku (Kitakyūshū, préfecture de Fukuoka).

## Historique
Fondé en 1966, le musée est géré par la fondation Idemitsu Kosan Co., Ltd (出光興産株式会社, Idemitsu Kōsan Kabushiki-gaisha). En 2000 est créé le musée d'art Idemitsu, Moji (出光美術館(門司), Idemitsu bijutsukan Moji), une succursale du musée Mojikō Retro Town (門司港レトロ地区, Mojikō Retoro Chiku), dans le quartier Moji-ku de Kitakyūshū, préfecture de Fukuoka (福岡県北九州市門司区). 

## Collections
Le musée héberge une collection permanente consacrée essentiellement à la peinture japonaise et à la céramique de l'Asie de l'Est (Japon, Chine et Corée) et organise plusieurs expositions temporaires chaque année. Concernant la peinture, la collection inclut des œuvres yamato-e (dont le Ban dainagon ekotoba, important emaki du XIIe classé trésor national), sumi-e, école Rimpa (dont une version de la Biographie illustrée du moine Saigyō de Tawaraya Sōtatsu), des peintures de genre, des peintures ukiyo-e, ainsi que des œuvres nan-ga (dont deux paravents à six panneaux des Paysages des douze mois d'Ike no Taiga ). Il s'y ajoute des peintures modernes et occidentales, dont l'œuvre du peintre français Georges Rouault très représentée. Le musée possède plusieurs documents calligraphiés (japonais ou chinois), dont l'album du Minu yo no tomo en kana (trésor national).